# 중흥 (북위)
중흥(中興)은 중국 북위(北魏) 폐제(廢帝) 원랑(元朗)의 연호이다. 531년 10월에서 532년 4월까지 7개월 동안 사용하였다. 531년 10월, 고환(高歡)이 원랑(元朗)을 옹립하고 개원하면서 북위에는 보태(普泰)와 함께 2개의 연호가 사용되다. 532년 4월에 절민제가 폐위되면서 보태 연호도 폐지되었고, 곧 원랑도 폐위되어 개원하였다.
같은 시기에 사용된 다른 연호로는 양(梁)에서 사용한 중대통(中大通 : 529년 ~ 534년)이 있다.

## 개원
보태(普泰) 원년 10월 6일(531년 10월 31일)에 중흥(中興)으로 개원함.

## 연대대조표
| 중흥                | 원년                | 2년        |
| 서력                | 531년               | 532년      |
| 육십간지 (六十干支) | 신해(辛亥)          | 임자(壬子) |
| 절민제 (節閔帝)     | 보태(普泰) 원년     | 2년        |
| 양 (梁)             | 중대통 (中大通) 3년 | 4년        |

## 삭일(1일)
| 중흥 원년 (531년) | 1월             | 2월             | 3월             | 4월             | 5월             | 6월             | 7월             | 8월             | 9월             | 10월            | 11월            | 12월            |                 |
| ----------------- | --------------- | --------------- | --------------- | --------------- | --------------- | --------------- | --------------- | --------------- | --------------- | --------------- | --------------- | --------------- | --------------- |
| 삭일(음력)        | 임신일 (壬申日) | 신축일 (辛丑日) | 신미일 (辛未日) | 경자일 (庚子日) | 경오일 (庚午日) | 기해일 (己亥日) | 기사일 (己巳日) | 무술일 (戊戌日) | 무진일 (戊辰日) | 정유일 (丁酉日) | 정묘일 (丁卯日) | 병신일 (丙申日) |                 |
| 율리우스력        | 531년 2월 3일   | 3월 4일         | 4월 3일         | 5월 2일         | 6월 1일         | 6월 30일        | 7월 30일        | 8월 28일        | 9월 27일        | 10월 26일       | 11월 25일       | 12월 24일       |                 |
| 중흥 2년 (532년)  | 1월             | 2월             | 3월             | 윤3월           | 4월             | 5월             | 6월             | 7월             | 8월             | 9월             | 10월            | 11월            | 12월            |
| 삭일(음력)        | 병인일 (丙寅日) | 병신일 (丙申日) | 을축일 (乙丑日) | 을미일 (乙未日) | 갑자일 (甲子日) | 갑오일 (甲午日) | 계해일 (癸亥日) | 계사일 (癸巳日) | 임술일 (壬戌日) | 임진일 (壬辰日) | 신유일 (辛酉日) | 신묘일 (辛卯日) | 경신일 (庚申日) |
| 율리우스력        | 532년 1월 23일  | 2월 22일        | 3월 22일        | 4월 21일        | 5월 20일        | 6월 19일        | 7월 18일        | 8월 17일        | 9월 15일        | 10월 15일       | 11월 13일       | 12월 13일       | 533년 1월 11일  |

## 같이 보기
- 다른 왕조의 같은 연호
  - 서연(西燕) 중흥(386년 ~ 394년)
  - 제(齊) 중흥(501년 ~ 502년)
  - 남당(南唐) 중흥(958년)
- 중국의 연호

| 이전 연호 보태(普泰) | 중국의 연호 북위(北魏) | 다음 연호 태창(太昌) |